# مورچه دروگر

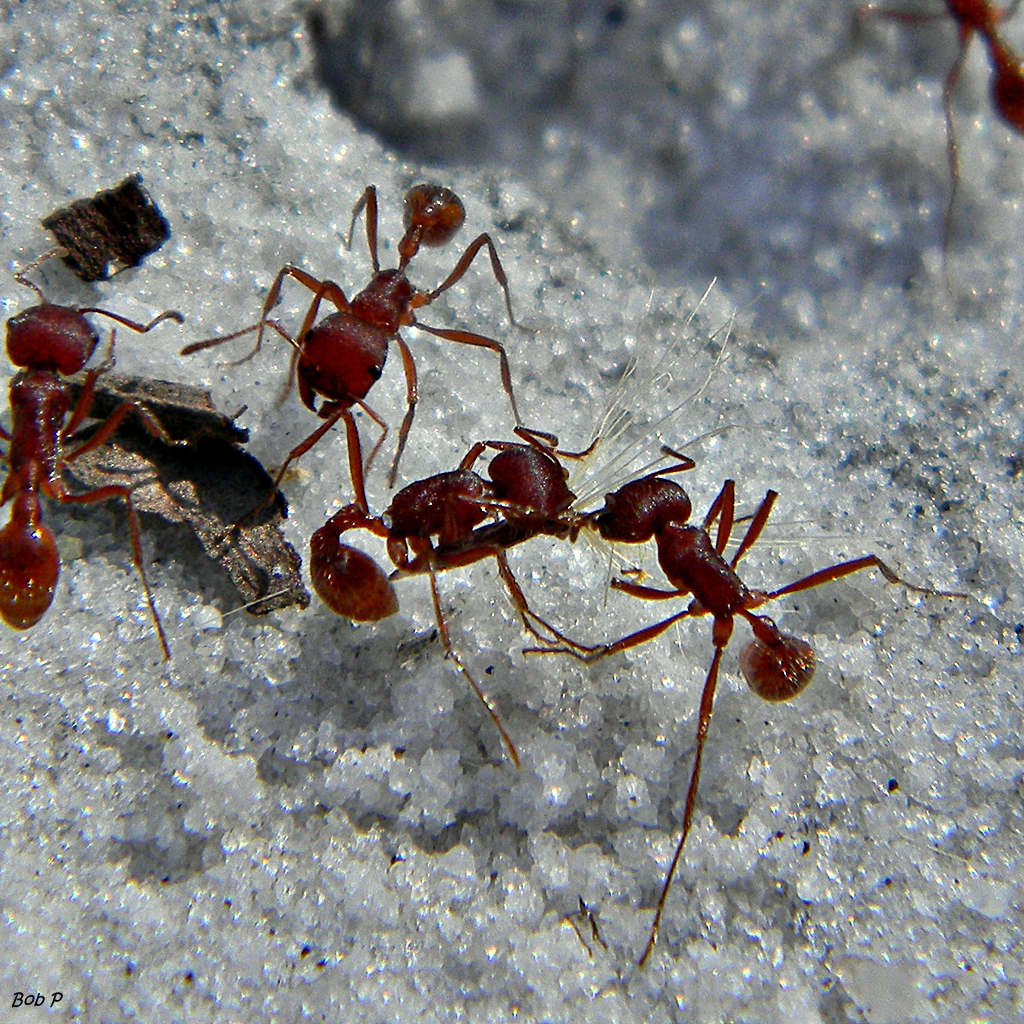
کارگران Pogonomyrmex badius در حال حمل دانه برای اضافه کردن به انبار غله خود

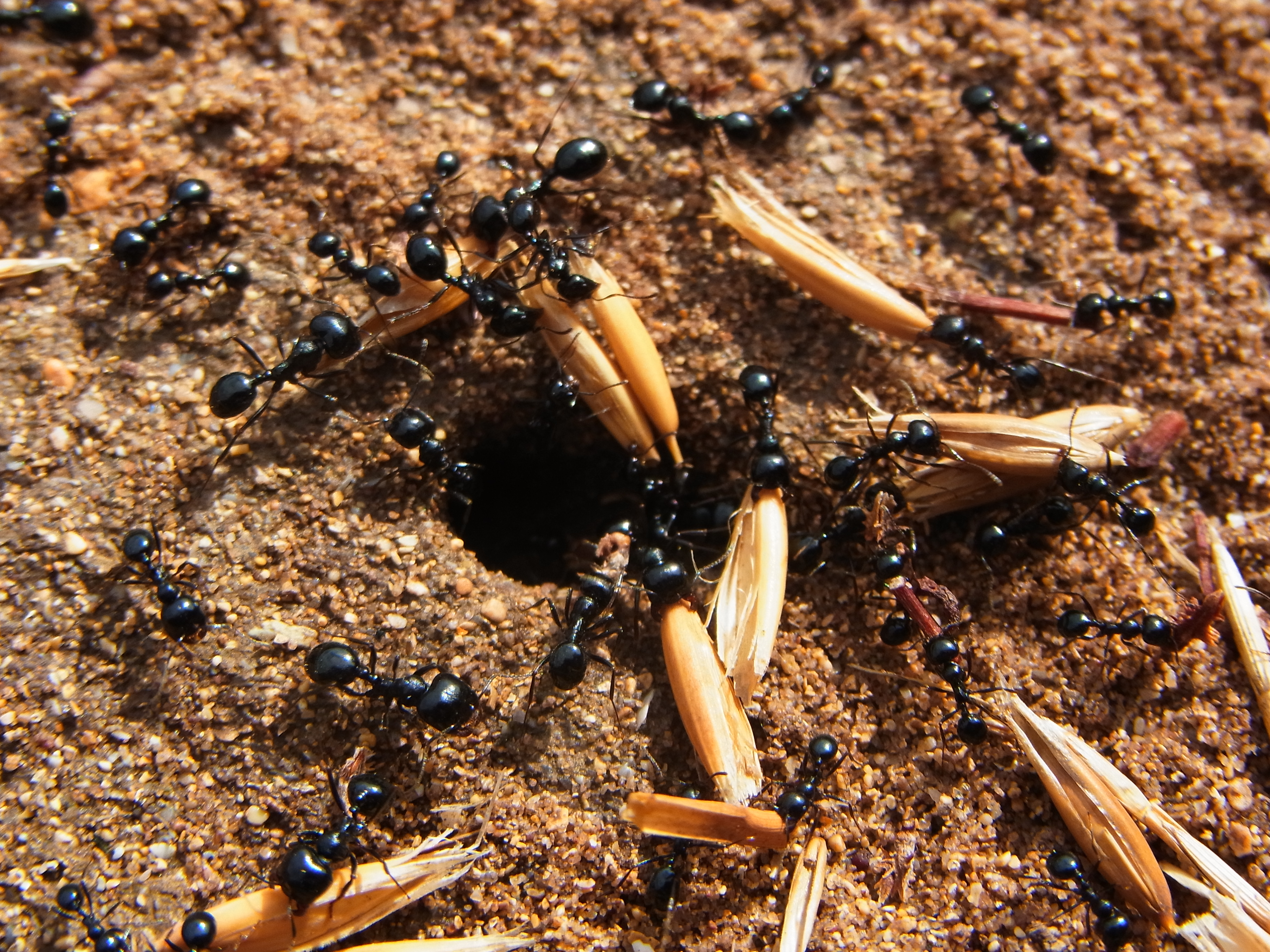
Messor sp. دانه‌ها را به درون لانه خود حمل می‌کنند

مورچه دروگر Harvester ant که به عنوان مورچه برداشت‌کننده harvesting ant نیز شناخته می‌شود، نامی رایج برای هر گونه یا سردهٔ مورچه‌هایی است که دانه‌ها را جمع‌آوری می‌کنند (به نام شکار دانه)، یا قارچ‌هایی مانند Euprenolepis procera که در لانه در اتاقک‌های جمعی ذخیره می‌شوند، انبار غله نامیده می‌شود. از آنها به عنوان مورچه‌های کشاورز نیز یاد می‌شود. برداشت بذر توسط برخی از مورچه‌های بیابانی، یک سازگاری با کمبود منابع معمولی مورچه‌ها مانند طعمه یا عسلک از نیم‌بالان است. مورچه‌های دروگر پراکنش و حمایت دانه را افزایش می‌دهند و مواد مغذی را فراهم می‌کنند که بقای نهال گیاهان بیابانی را افزایش می‌دهد. علاوه بر این، مورچه‌ها هوادهی خاک را از طریق ایجاد گالری‌ها و محفظه‌ها فراهم می‌کنند، لایه‌های عمیق و بالایی خاک را مخلوط می‌کنند و زباله‌های ارگانیک را در خاک می‌گنجانند.